# Тетрасамарийтривисмут
Тетрасамарийтривисмут — бинарное неорганическое соединение
самария и висмута
с формулой Bi3Sm4,
кристаллы.

## Получение
- Синтез из чистых веществ:

{\displaystyle {\mathsf {4Sm+3Bi\ {\xrightarrow {1697^{o}C}}\ Bi_{3}Sm_{4}}}}

## Физические свойства
Тетрасамарийтривисмут образует кристаллы
кубической сингонии, пространственная группа I 43d, параметры ячейки a = 0,949 нм, Z = 4,
структура типа тетрафосфида тритория Th3P4
.
Соединение образуется по перитектической реакции при температуре 1697 °C .